# Красные виноградники в Арле
«Красные виноградники в Арле» (нидерл. De rode wijngaard) — картина голландского живописца Винсента Ван Гога. Долгое время необоснованно считалась единственной проданной при жизни художника его живописной работой.
Картина написана во время пребывания Ван Гога в городке Арль на юге Франции. Небольшой период жизни там (с февраля 1888 по май 1889) считается самым продуктивным в жизни художника. К нему приехал Гоген, и Винсент мечтал о создании поселения художников, возглавить которое должен был его друг. Ван Гог вдохновлялся окружающими пейзажами, видами городской и сельской местности. В ноябре 1888 года он писал своему брату Тео: «Ах, почему тебя не было с нами в воскресенье! Мы видели совершенно красный виноградник — красный, как красное вино. Издали он казался жёлтым, над ним — зеленое небо, вокруг — фиолетовая после дождя земля, кое-где на ней — жёлтые отблески заката». В этом же месяце были написаны «Красные виноградники в Арле», изображающие сбор винограда в окрестностях аббатства Монмажур. У Ван Гога этот пейзаж приобретает характер притчи. Люди, собирающие урожай, становятся символом жизни, представленной художником как тяжёлый ежедневный труд.
Впоследствии эта работа была выставлена на восьмой выставке «Группы двадцати» в 1890 году в Брюсселе и куплена за четыреста франков бельгийской художницей Анной Бош.
Вместе со знаменитым «Ночным кафе» картина была приобретена русским коллекционером Иваном Морозовым. После революции 1917 года и национализации собрания Морозова картина экспонировалась в Музее нового западного искусства, ныне в Музее изобразительных искусств имени А. С. Пушкина.